# Henry Benedict Medlicott
Henry Benedict Medlicott (3 août 1829-6 avril 1905) est un géologue britannique.

## Biographie
Il étudie à Dublin au Trinity College. Il travaille au levé géologique d'Irlande en 1851 puis à celui de Grande-Bretagne en 1853. En 1854 il est transféré en Inde et devient professeur de géologie à l'université de Roorkee. Il dirige le levé géologique d'Inde à partir de 1876.
Il est élu membre de la Royal Society. La Geological Society of London lui décerne la médaille Wollaston. Le nom Gondwana System a été introduit par Medlicoot en 1872 (bien que le terme Gondwanaland a été introduit apparemment antérieurement par Eduard Suess). Il écrit Manual of the Geology of India -- Manuel de géologie de l'Inde avec William Thomas Blanford en 1879.